# スミルノワ・チェルヌイフ彗星
スミルノワ・チェルニフ彗星（英語: 74P/Smirnova-Chernykh）は、太陽系の周期彗星である。エンケ彗星と同様にティスラン・パラメータが3より大きい彗星で、さらに準ヒルダ群彗星にも属する。1975年3月後半にクリミア天体物理天文台で3月4日と16日に撮影された写真上からタマラ・スミルノワが発見した。スミルノワの発見だけではその天体が彗星なのか小惑星なのかが不明瞭であったが、ニコライ・チェルヌイフにより彗星であることが確認された。発見時には15等級程度であり、この年の8月6日に近日点を迎えた。
発見後に、この彗星が同天文台で1967年に写真撮影され小惑星としての仮符号1967 EUが与えられていたことが判明した。
大きさは直径4.46 kmと推定され、現在はほとんど木星の軌道の内側にある。